# قصر ثابت باسال
منزل أغا زاده (بالفارسية: کاخ ثابت پاسال) هو قصر تاريخي يعود إلى عصر دولة بهلوية، ويقع في طهران.